# Maria del Carme Nicolau Massó
Maria del Carme Nicolau Massó, també coneguda com a Elsa Bernhard, Elisenda Mont-Clar –o Montclar–, Narcís Blau, Margarida Jordà, Florelle (Barcelona, 13 d'agost de 1901 - 20 de novembre de 1990) fou una escriptora, periodista i traductora catalana.

## Biografia
Filla de Josep Nicolau i Jordà, nascut a Girona (1870-1954), i de Margarida Masó i Hugas, natural de Castelló d'Empúries. De família benestant vinguda a menys, aquesta poetessa, narradora, autora de literatura infantil, traductora, periodista i publicista va tenir la formació característica de les filles de la burgesia catalana de principis del segle xx. El domini de la llengua francesa no només li va permetre guanyar-se la vida (fent classes a l'Escola Suïssa, per exemple), sinó que va resultar fonamental per a la seva professionalització cultural en els espais de la literatura popular i de consum en català dels anys vint i trenta, dels quals és una figura destacada.
Maria del Carme Nicolau va encetar la seva carrera literària en publicacions juvenils i, poc després, va començar a obtenir premis en certàmens floralescos. De 1926 en endavant, la seva activitat escrita es va concentrar en la revista La dona catalana, exponent simultani tant de l'empenta cultural del moment (fruit de la reacció contra la repressió de la Dictadura de Primo de Rivera) com de la centralitat que estava adquirint el col·lectiu femení en el procés de normalització i modernització de les lletres catalanes. L'autora va esdevenir redactora de la revista el 1929 i se'n va acabar convertint en una de les ànimes; ho demostren tant el seu posterior ascens a redactora en cap i, ja durant la Guerra Civil, com a directora, com pel fet que hi publiqués més de set-cents textos. Responsable de seccions fixes com «Glosses del dia» (1929-1933) o «Tot passant» (1930-1933), no va parar de firmar poemes, proses, contes, traduccions, comentaris i articles d'actualitat (sobre política, societat, cultura i literatura), entrevistes i enquestes, consells de bellesa... en què, per bé que tocava qualsevol tema, la condició de la dona i allò que l'afectava fou un aspecte central. Alhora, va ser una de les principals signatures de la col·lecció Biblioteca La Dona Catalana, a la qual va donar novel·les originals i nombroses traduccions -les unes i les altres, adscrites al gènere rosa. Amb les traduccions, segons les seves paraules, pretenia difondre “sana literatura”, novel·les “que puguin ésser llegides per tothom”, amb pretensions moralitzadores evidents. La majoria d'obres que va acostar provenia del francès, d'escriptors del tombant de segle, avalades per un cert èxit popular en aquesta llengua i en castellà. També hi va publicar nombrosos contes infantils i sentimentals, poemes i articles, sovint amb pseudònims.
En paral·lel amb aquesta producció, va col·laborar en altres periòdics (Mirador, on va fer crítica literària, Art Novell l'any 1923 La Nau, Diari de Sabadell, etc.) i va fer conferències en el marc d'un compromís polític doble: feminista i catalanista radical. El 1932, així mateix, havia entrat a treballar a Ràdio Barcelona, on va encarregar-se de l'espai matinal La paraula. Una curiositat, és que Maria del Carme Nicolau no va ser la primera dona que va treballar en aquesta emissora. Maria Sabater, considerada la primera dona locutora de ràdio a Espanya, ja hi treballava des de l'any 1926. Posteriorment, als anys trenta, Nicolau va treballar juntament amb altres dones locutores, com ara Carme Martínez Illescas o Rosa Coto. Ambdues considerades pioneres en el món de la ràdio, tant a nivell català com a nivell espanyol.
Fidel al bàndol republicà, durant el conflicte armat va seguir participant activament en la vida cultural; entre altres coses, va fundar i codirigir la col·lecció La Novel·la Femenina amb Aurora Bertrana, on publicarà la seva obra Edelweiss (1937).
La seva incursió en el món literari la va portar a escriure la novel·la Cau Roig, així com alguns contes infantils que es van publicar abans del franquisme. Durant la Guerra Civil es va convertir en directora de La Dona Catalana. La seva carrera com a escriptora i traductora va quedar estroncada amb la fi del conflicte bèl·lic.
El 1938 es va traslladar a Bellver de Cerdanya per tenir-hi la seva filla Roser Sarañana i Nicolau (fruit de la relació amb el periodista Josep Sarañana i Sedó) i posteriorment es va exiliar a França, on va vincular-se a escriptors i intel·lectuals com Josep M. Lladó i Pau Casals. Al cap d'uns tres anys, vist el decurs de la Segona Guerra Mundial (i descartada la possibilitat d'anar a Mèxic), va tornar a Barcelona.
Represaliada políticament d'entrada –cosa que la va obligar a sobreviure com va poder–, a finals dels anys quaranta va poder reincorporar-se a la ràdio. A partir dels cinquanta, va col·laborar en revistes de Perpinyà, on va guanyar-se nous reconeixements literaris (entre els quals ressalta el grau de Mestra en GaI Saber), i va publicar diverses traduccions i obres en castellà (en bona part gràcies a la seva amistat amb Miquel Arimany). Sembla que també va fer algunes provatures teatrals com a actriu amateur i en qualitat d'autora.
Va escriure guions de ràdio i alguna obra “femenina”, com La mujer en su hogar, i va traduir alguna novel·la al castellà, com La dame de cirque, de Guy des Cars, apareguda de primer amb el títol La dama i després, en una segona edició, La dama y su hombre.
Un cop jubilada de Ràdio Barcelona, va treballar a temps parcial a l'Arxiu Històric de la Ciutat durant uns cinc anys. Una fractura de maluc la va deixar impossibilitada quan es trobava al llindar de la vuitantena. La seva mort el 1990, després d'anys d'inactivitat literariocultural, va tenir ben poc ressò.
Al llarg de la seva vida va pertànyer a diferents entitats i partits polítics com l'Associació Protectora de l'Ensenyança Catalana, el Centre Nacionalista Radical Nosaltres Sols!, la Joventut d'Esquerra Nacionalista Radical Pàtria Nova, el Partit Nacionalista Català, la Unió Catalanista i Unió Democràtica de Catalunya.

## Periodista de ràdio
Des de l'any 1932 Maria del Carme Nicolau anava cada dia a treballar als locals de l'emissora de Ràdio Barcelona, en els serveis informatius.
No va ser la primera dona que hi treballava. Maria Sabater va ser locutora des de l'any 1926. Als anys trenta, junt amb Maria del Carme Nicolau hi havia Carme Martínez Illescas, Rosa Coto o Amàlia l'Isaura. A Ràdio Associació hi treballaven Rosalia Rovira i Paquita Boris.
Durant la República es va suprimir la censura imposada per la dictadura i els serveis informatius van prendre més protagonisme.
Va formar part de l'equip de periodistes que preparaven La Paraula, el primer diari parlat que s'emetia nou vegades al dia en diferents franges horàries, obrint les emissions de Ràdio Barcelona a les 7,15 hores i tancant-les a les 24 hores.
Acabada la guerra civil es va exiliar a França i quan va tornar a Catalunya va fer guions de ràdio.

## Obra literària i traduccions
- 1925. (Títol desconegut). Barcelona [s. l.]: Biblioteca d'Autors Novells, 1. L'autora hi participa. Informació a El Borinot, n. 107 (10-XII-1925), 3 (Llibres & lletres).
- 1927. Llibre d'Or de la Poesia Femenina. Obres premiades en el Primer Concurs Femení de Poesia organitzat per la Revista La Dona Catalana. Barcelona: Edicions Bosch, Biblioteca La Dona Catalana, 1. Pròleg de Manuel Folch i Torres. L'autora hi és antologada.
- 1929. La Modista (Sardana). Lletra de Maria del Carme Nicolau. Música de Josep M. Tarrides.
- 1930. Greville, Henri: Lídia. Barcelona: Edicions Bosch, Biblioteca La Dona Catalana (Traducció).
- 1931. Ohnet, Georges: Felip Derblay. Barcelona: Edicions Bosch, Biblioteca La Dona Catalana (Traducció).
- 1931. Ohnet, Georges: La senyora Desvarennes. Barcelona: Edicions Bosch, Biblioteca La Dona Catalana (Traducció).
- 1931. Sienkiewicz, Henryk: Quo vadis? Barcelona: Edicions Bosch, Biblioteca La Dona Catalana (Traducció).
- 1931. Merouvel, Charles: Per una mirada. Barcelona: Editorial La Dona Catalana, Biblioteca La Dona Catalana (Traducció).
- 1932. Braemé, Charlotte Monica (escrit Carlota M. Braemé): La comtessa d'Earlescout. Barcelona: Edicions Bosch, Biblioteca La Dona Catalana (Traducció).
- 1932. Braemé, Charlotte Monica (escrit Carlota M. Braemé): Maria del Roser. Novel·la. Barcelona: Edicions Bosch, Biblioteca La Dona Catalana (Traducció).
- 1932. Ohnet, Georges: Armand de Fontenay. Barcelona: Edicions Bosch, Biblioteca La Dona Catalana (Traducció).
- 1932. Metenier, Oscar: El misteri del castell. Barcelona: Edicions Bosch, Biblioteca La Dona Catalana (Traducció).
- 1932. Greville, Henri: Víctimes de l'Ideal. Barcelona: Edicions Bosch, Biblioteca La Dona Catalana (Traducció).
- 1933. Carignan, Charles: Reivindicat. Barcelona: Edicions Bosch, Biblioteca La Dona Catalana (Traducció).
- 1933. Marco, Mario: Amor triomfant. Barcelona: Edicions Bosch, Biblioteca La Dona Catalana (Traducció).
- 1934. Quan l'amor fuig... Recull premiat als Jocs Florals del Rosselló, 1935 (Poesia).
- 1934. L'estel enamorat d'un llac. Barcelona [s. l.]: Quaderns Contes Meravellosos. Il·lustracions de Joaquim Bas i Gich (Literatura infantil).
- 1934. Alanic, Mathilde: Foc vell sota la cendra. Barcelona: Edicions Bosch, Biblioteca La Dona Catalana (Traducció).
- 1934. Braemé, Charlotte Monica (escrit Carlota M. Braemé): Temptació de dona. Barcelona: Edicions Bosch, Biblioteca La Dona Catalana (Traducció).
- 1934. Roshni, J.: El testament de la tia Isabel. Barcelona: Edicions Bosch, Biblioteca La Dona Catalana (Traducció).
- 1934. Darville, Lucie: Margarida Leray. Barcelona: Edicions Bosch, Biblioteca La Dona Catalana (Traducció).
- 1935. Cau roig. Barcelona: Edicions Bosch, Biblioteca La Dona Catalana.
- 1935. Invernizio, Carolina: Sirena. Barcelona: Bosch, Biblioteca La Dona Catalana (Traducció).
- 1935. Invernizio, Carolina: Primer amor. Barcelona: Edicions Bosch, Biblioteca La Dona Catalana (Traducció).
- 1936. Un drama a la masia. Barcelona: Edicions Bosch, Biblioteca La Dona Catalana. Signat Elsa Bernhard (Novel·la).
- 1936. Braddon, M. E.: El secret d'Alícia. Barcelona: Edicions Bosch (Biblioteca La Dona Catalana) [Traducció]
- 1936. Braemé, Charlotte Monica (escrit Carlota M. Braemé): Quan l'amor venç. Barcelona: Edicions Bosch, Biblioteca La Dona Catalana (Traducció).
- 1936 o 1937. Una pobra noia! Barcelona: Edicions Bosch, Biblioteca La Dona Catalana.
- 1937. August Martí. Barcelona: Edicions Bosch, Biblioteca La Dona Catalana.
- 1938. Fruit d'aventura. Barcelona: Edicions Bosch, Biblioteca La Dona Catalana. Signat Elsa Bernhard. Anunciada com a obra en preparació, dins de la col·lecció La Novel·la Femenina, a Edelweiss, d'Aurora Bertrana (Barcelona: Edicions Mediterrània, 1937. La Novel·la Femenina, 1).
- 1938. Els herois neixen. Barcelona: Edicions Edicions Bosch, Biblioteca La Dona Catalana.[9]

## Premis i distincions
- 1926. Jocs Florals del Rosselló
- 1927. Jocs Florals del Rosselló
- 1928. Jocs Florals de Tortosa
- 1929. Jocs Florals del Rosselló
- 1930. Jocs Florals de Gràcia
- 1930. Jocs Florals de Barcelona
- 1930. Jocs Florals del Rosselló
- 1931. Jocs Florals del Rosselló
- 1932. Jocs Florals del Rosselló
- 1932. Jocs Florals de Santa Eulàlia de Vilapicina
- 1933. Jocs Florals de Malgrat
- 1933. Jocs Florals del Rosselló
- 1934. Jocs Florals del Rosselló
- 1935. Jocs Florals del Rosselló
- 1936. Jocs Florals del Rosselló[9]